# Резня в Чанцзяо
 Резня в Чанцзяо (китайский: 厂窖惨案) — уничтожение китайских гражданских лиц японской экспедиционной армией в городе Чанцзяо (провинция Хунань). Главным виновником события был генерал Сюнроку Хата. Длилась с 9 мая по 12 мая 1943 года, в результате чего было убито около 30 000 человек. Это вторая резня (после Нанкинской) по количеству жертв в Китае.

## Предыстория
Город Чанцзяо расположен на северо-западном побережье, с трех сторон обращен к воде и имеет форму полуострова. Небольшой городок расположен на северо-западе водного пути озера Дунтин, и всегда был полем битвы . В 1943 году, чтобы открыть путь по реке Янцзы из Ичана в Ухань, японская армия захватила зернохранилище Китая и вынудила китайское правительство сдаться, начав «Войну уничтожения Цзяннань» с 5 мая по 10 июня. «Война уничтожения Цзяннань» разделена на три фазы, в основном для уничтожения 73-й, 44-й армии и других частей гоминьдановских войск. После того, как японская армия начала «Войну уничтожения Цзяннань», они вторглись из Хубэя в Хунань, из соседних Шишоу, Хуаронга, Юэяна и других мест в Аньсян,. образовав замкнутый круг в Чанцзяо. В то время более 10 000 человек из 73-й армии Гоминьдана, дислоцированных в Хуаронге, Наньсяне и Аньсяне, получили приказ отступить и подготовиться к переходу на запад Чандэ, чтобы избежать окружения и перехвата японской армии. Они были вынуждены уйти с севера на юг протяженностью более 10 километров. На длинный и узкий полуостров шириной около 5 километров с востока на запад. На этом полуострове находятся более 20 000 беженцев из провинций Хунань и Хубэй, включая некоторых государственных служащих, школьных учителей и студентов, а также более 20 000 местных жителей. Всего 50 000 человек.

## Резня
После захвата города японцы начали массово убивать мирных жителей. 
Японцы убивают везде, куда бы ни пошли обычные люди.
С нами бежала беременная женщина. Позже она не смогла бежать и была поймана японцами. Несколько японских солдат ударили её ногой в живот, после чего кровавый плод вышел из нижней части тела, и японский солдат использовал штык, чтобы спровоцировать плод ради забавы.
Я спрятался в дикой местности у реки Оучи и увидел длинный ряд лодок в реке, разнесенных на куски самолетами. Вода в реке Оучи стала черной как уголь, трупы пахли неприятно, а небо было полно дыма.

— Куан Боан, свидетель резни
Он описал, что трупы в городе были как саженцы брошенные в поля во все стороны. Так же он описывал как японцы использовали десятифутовую веревку, чтобы связать шеи десятков простых людей одну за другой, а затем устраивали перетягивание каната ради забавы. В том же месте в деревне Юйчэн японцы связали беженцев, а затем на моторной лодке затащили их в реку, чтобы они утонули.
Я собираюсь вымыть ноги, но река полна крови.
Когда я подошел к дому Ли, я понял, что там уже собралось семьдесят или восемьдесят человек, после приезда японцев, они выгнали всех и убили их группами.
Я шестой. Первый нож пронзил мою грудь прямо, а второй нож пронзил мое тело наискосок, из-за того, что в то время я был одет в толстое хлопковое пальто, раны от первых двух ножей были не слишком серьезными. Но затем японская компания сделала три пореза и чуть не нарушила дыхание.

— Го Лупин, свидетель резни
Го Лупин сказал, что после резни все вокруг было безжизненным, а трупы были повсюду. У некоторых жителей деревни, которые умерли поблизости, обнажились кишки, а некоторым отрубили головы.
Во время резни было изнасиловано 2000 женщин, сожжено 3000 домов и 2500 судов.

Через месяц после трагедии репортер «Zhenzhong Daily» описал это так: 
Трупы в реке просто сделали невозможным прохождение корабля. Пока корпус двигался в реку, трупы поворачивались вперед, назад, влево и вправо. Гнилая мякоть прилипает к стенкам корпуса.
Один из свидетелей резни вспоминал следующее:
Японец ударил моего дядю штыком и протащил его кишки на несколько метров, но он не умер. Он стонал от боли всю ночь и умер на следующий день.

Оставшийся в живых Чжоу Шенбао, которому было почти девяносто лет, сказал, что японская армия убивала людей независимо от военных и гражданских лиц, независимо от возраста. Иностранец стоял на коленях, он умолял их не убивать его. Но японские солдаты нанесли ему более дюжины ударов ножом и последним ударом ногой бросили его в реку. Днем 10 мая 1943 года японская армия выследила жителей Валенти, и более 60 беженцев спрятались в доме Ян Фэншаня. Японская армия загнала более 20 женщин в гражданский дом и сожгла комнату вместе с ними, затем они связали более 30 мужчин и детей одного за другим и бросили к ближайшему пруду, где все они утонули.

## Память
В городе был построен мемориал посвященный погибшим во время резни.

## В культуре
- Фильм «Тростниковые слезы» (2010)[7]